# Saint-Privat-des-Prés
Saint-Privat-des-Prés is een plaats en voormalige gemeente in het Franse departement Dordogne in de regio Nouvelle-Aquitaine en telt 552 inwoners (2005). De plaats maakt deel uit van het arrondissement Périgueux.

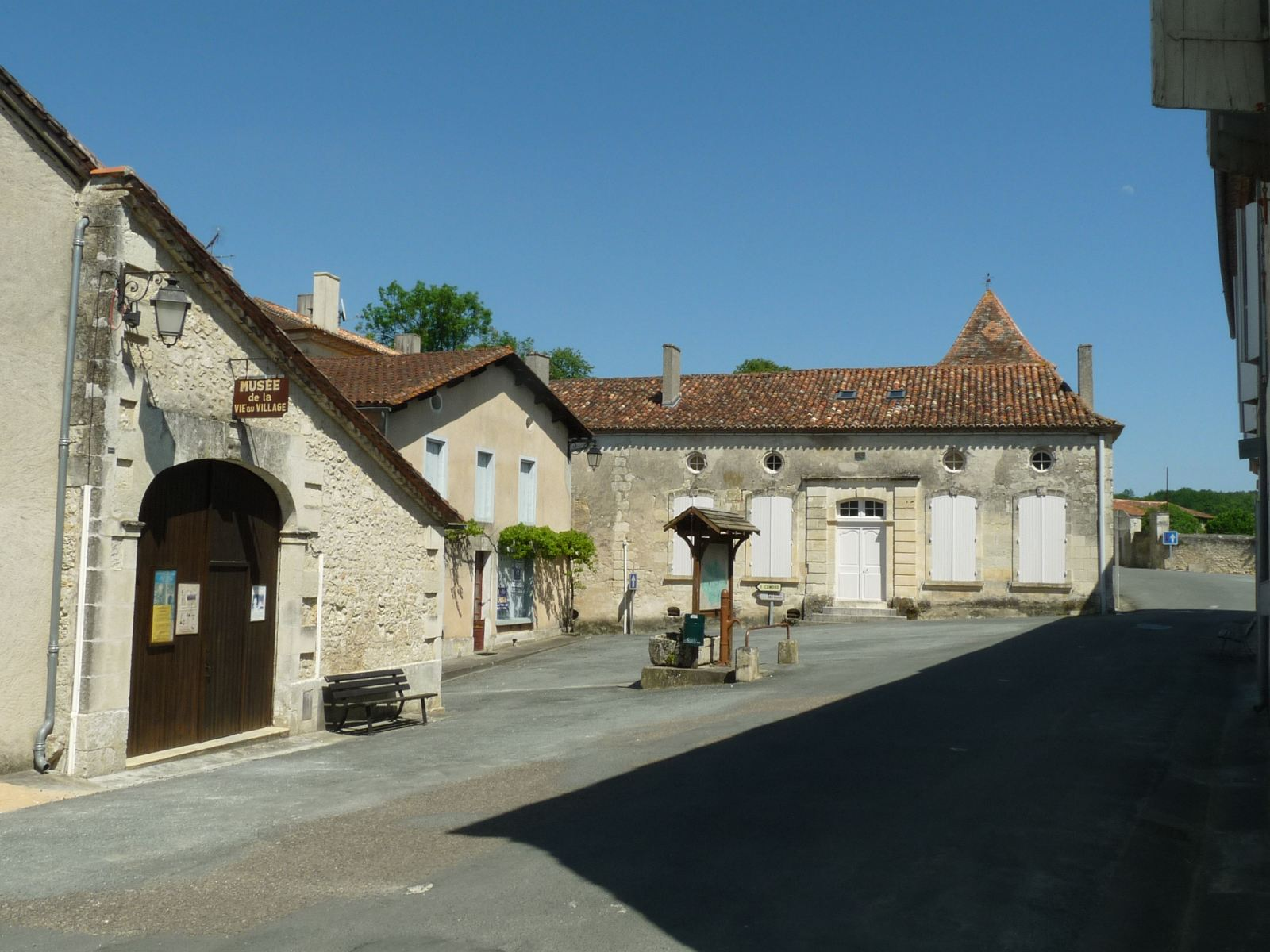
Saint-Privat-des-Prés
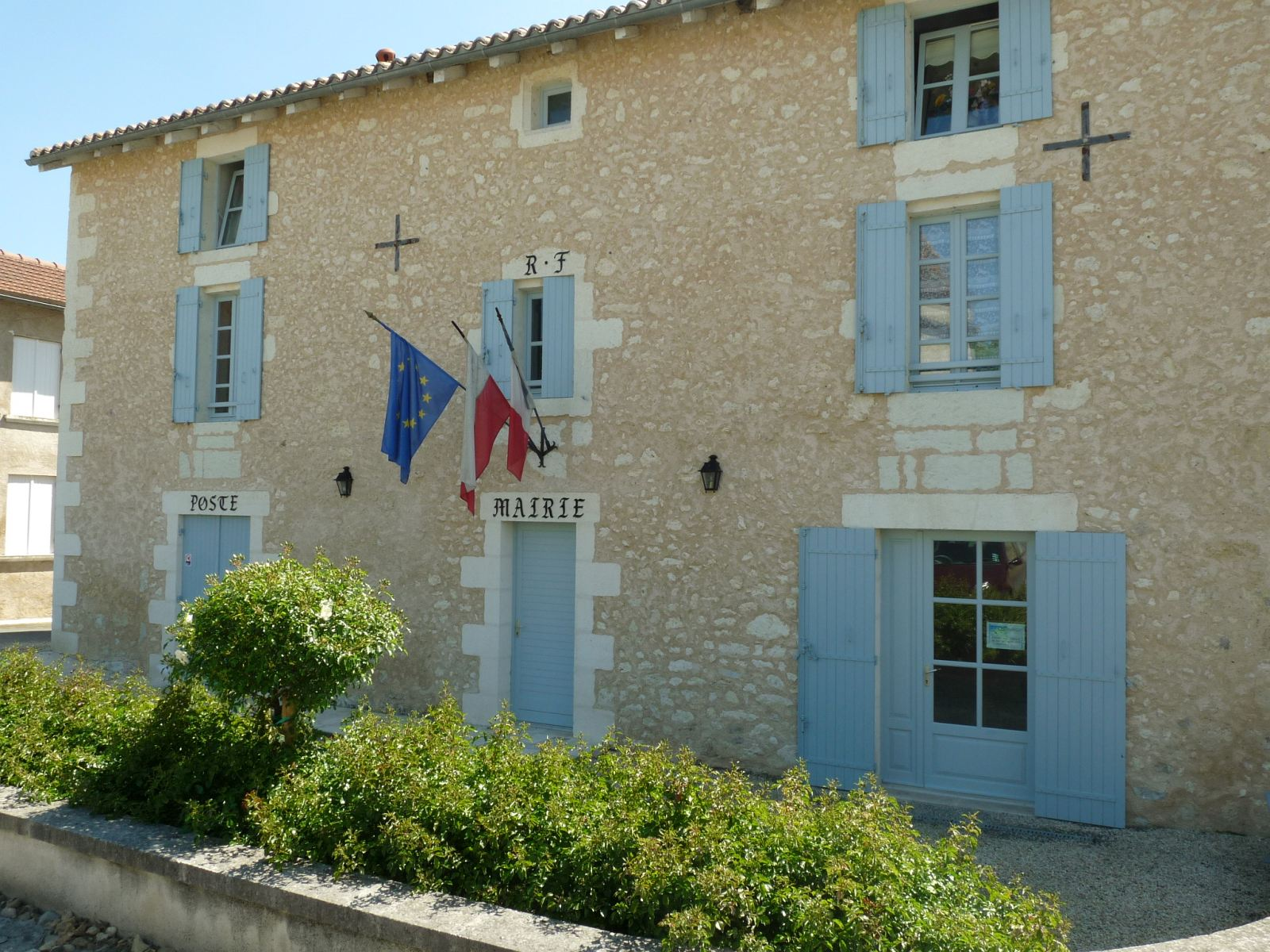
Gemeentehuis
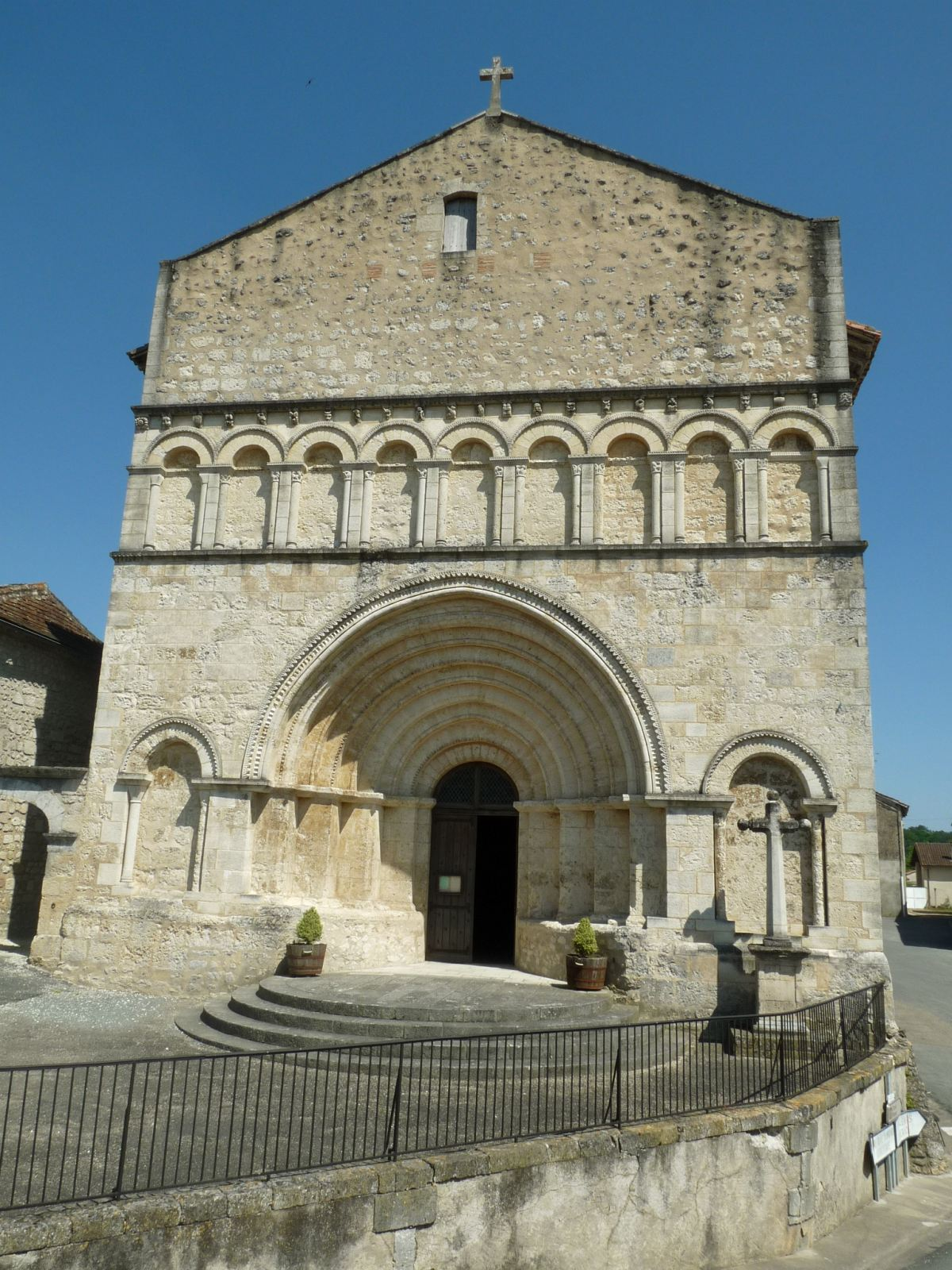
Kerk van Saint-Privat-des-Prés

## Geschiedenis
De gemeente is op 1 januari 2017 gefuseerd met Festalemps en Saint-Antoine-Cumond tot de commune nouvelle Saint Privat en Périgord

## Geografie
De oppervlakte van Saint-Privat-des-Prés bedraagt 19,4 km², de bevolkingsdichtheid is 28,5 inwoners per km².
De onderstaande kaart toont de ligging van Saint-Privat-des-Prés met de belangrijkste infrastructuur en aangrenzende gemeenten.

## Demografie
Onderstaande figuur toont het verloop van het inwonertal.